# 腋臭症
腋臭症（えきしゅうしょう、英語: hircismus）は、皮膚のアポクリン腺から分泌される汗が原因で強い臭いを発する人体形質で、それを有する個人の属する集団によっては疾患としての扱いを受ける。ワキガとも呼ばれる。

## 症状
腋窩部（わきの下）からの腋臭（腋窩臭）、つまり運動時などにかくエクリン腺からの汗の臭い（酸っぱい臭い、汗臭いと表現されることが多い）とは異なる特有の臭いがする。その臭い自体は人やその時の環境などによって違いがあるため一概には表現できないが、ゴボウの臭い、ネギの臭い、鉛筆の臭い、酢の臭い、クミンの臭い、納豆の臭い、古びた洗濯ばさみの臭い、ドリアンの臭いに喩えられることが多い。この臭いはその形質を有する個人の属する集団によっては、しばしば他人に不快感を及ぼすものとして扱われる。さらに、その臭いの原因となるアポクリン腺分泌物は衣服に黄色いしみを作り、汗が大量に出る多汗傾向を伴う。腋臭症の女性の一部では、性器や乳輪からもわきが臭が認められる場合がある。その症状はすそわきがと呼ばれる。本形質による臭いを嫌うものの多い集団の中において、腋臭症患者の多くがそれを過度に気にする精神状態に追い込まれ、結果としてうつ病などを併発する恐れがある。そのため、腋臭症が少数である東アジアなど、人間集団の傾向によっては腋臭症は軽視することはできない重要な健康問題となる。

## 原因
腋臭臭の発生の原因は腋窩部のアポクリン腺から分泌される汗が原因であるが、アポクリン腺の分泌物自体は無臭である。（アポクリン腺の分泌物自体にニオイ成分が含まれている場合もあると主張する専門医もいる。）しかし、その汗が皮膚上に分泌されると皮脂腺から分泌された脂肪分やエクリン腺から分泌された汗と混ざり、それが皮膚や脇毛の常在細菌により分解され、腋臭症を発する物質が生成される。
また、腋毛が汗などを腋窩部に留め、臭いが出やすい環境を作っている。腋毛や陰毛は、そもそもアポクリン腺分泌物に起因する臭いを効率的に保持する形質として進化してきたとする仮説も有力である。
腋窩、性器、乳輪部分のアポクリン腺が成長し活動するのは第二次性徴が認められる頃のため、一般的に腋臭臭が発生するのは思春期以降である。

## 遺伝子
ABCC11遺伝子は腋臭症に必須の要素であり、ワキガの原因となるアポクリン腺の分泌物に関係する。ABCC11のG型は優性であり、G型をもたない場合にはワキガは失われる。ABCC11は耳垢を湿性にする遺伝子としても知られている。

ABCC11遺伝子のG型とA型の分布。腋臭症をもたらしうるG型は円の黒い領域、A型は白い領域。

日本人、中国人、朝鮮人などの東アジア人はアポクリン腺の量が少ないため、他の人種に比べて体臭が少ない。ABCC11の機能喪失型であるA型は東アジアにおいて80-95%を占めるが、ヨーロッパとアフリカでは0-3%と低い。これは東アジア人の祖先がシベリアなどで、当時の特に寒冷な気候に適応した結果だと考えられている。
| 民族                   | 部族または居住地       | AA    | GA    | GG    |
| ---------------------- | ---------------------- | ----- | ----- | ----- |
| 韓国人                 | 大邱市の住人           | 100%  | 0%    | 0%    |
| 中国人                 | 北部および南部の漢民族 | 80.8% | 19.2% | 0%    |
| モンゴル人             | ハルハ部族             | 75.9% | 21.7% | 2.4%  |
| 日本人                 | 長崎の人々             | 69%   | 27.8% | 3.2%  |
| タイ人                 | バンコク               | 63.3% | 20.4% | 16.3% |
| ベトナム人             | 多数の地域の人々       | 53.6% | 39.2% | 7.2%  |
| ネイティブ・アメリカン |                        | 30%   | 40%   | 30%   |
| フィリピン人           | パラワン               | 22.9% | 47.9% | 29.2% |
| カザフ                 |                        | 20%   | 36.7  | 43.3% |
| ロシア人               |                        | 4.5%  | 40.2% | 55.3% |
| ヨーロッパ系アメリカ人 |                        | 1.2%  | 19.5% | 79.3% |
| アフリカ人             | 複数のサブサハラ国家   | 0%    | 8.3%  | 91.7% |
| アフリカ系アメリカ人   |                        | 0%    | 0%    | 100%  |

## 治療と手術
腋臭症の治療法は保存療法、脇のアポクリン汗腺を除去する半永続的な解決方法である手術療法に分けられる。手術療法の中で剪除法と有毛部皮膚切除法の２法のみが日本では健康保険を適用することができ、片方約2万円で可能である。剪除法と有毛部皮膚切除法以外の手術療法は自由診療で全額自己負担である。

### 保存療法
腋毛の処理
腋毛の処理をすることにより、腋に汗などの皮膚分泌物が多量に保持されるのを防ぎ、また常在菌の培地が減る事により汗などの分解量を軽減して腋臭臭も軽減出来るとされる。脱毛に関しても同じ原理である。但し、腋毛の処理、脱毛も腋臭臭の原因であるアポクリン腺に対し直接作用する訳ではない。また、制汗剤の治療と混合することにより効果は増すとされる。皮膚を傷めると制汗剤も使用できなくなる場合があるので、注意が必要である。
アルコール消毒
市販の消毒用のエタノール水溶液又はイソプロパノール水溶液を脇部に塗布して、臭いの元となる常在菌を殺菌する。前述の脇毛の処理と併せて行えばより効果があるとされる。
制汗剤
制汗剤は多くの薬局等で販売されている。これは、殺菌作用があるため、皮膚常在細菌を殺し、汗などが分解されるのを軽減することにより臭いの発生も軽減させるものである。しかし、これは腋臭の原因であるアポクリン腺に直接作用する訳ではないので一時的に臭いの発生を抑えるものである。といっても、軽度～中度の人は制汗剤により臭いの発生を抑えられる。なお塩化アルミニウムの配合された制汗剤の場合は、汗腺に対し直接作用するので汗そのものに対する効果も期待できるが、日本では塩化アルミニウム配合の制汗剤は主流ではなくあまり販売されていない。
ボトックス注射
A型ボツリヌス毒素製剤（商品名ボトックス）を注入することにより、エクリン汗腺の分泌を刺激する神経伝達物質アセチルコリンを抑制し、発汗自体を抑制するがエピレナミン作動性のアポクリン汗腺には効果がない。乾燥することで副次的に臭いの減少がある。1回の注入で4ヵ月から6ヵ月間効果が持続する。

### 手術療法
剪除法
現在、最も一般的に行われている手術療法である。腋の皮膚の皺にあわせ、3センチから4センチほどの切開を1本ないし2本入れ、指で皮膚を裏返し、目で確認しながらはさみでアポクリン腺を切り取っていく方法である。
吸引法
腋の上部を1センチほど切開し、脂肪吸引等に使うカニューレと呼ばれる器具を挿入してアポクリン腺を吸い出す手術療法である。これを改良したものに超音波吸引法がある。
皮下組織削除法
ローラーとカミソリ刃がついたはさみのような器具を用いて行う手術療法である。腋の上部を1.5センチほど切開し、その部分から腋の下に器具を挿入、操作させることによって、アポクリン腺を削除する方法である。
有毛部皮膚切除法
腋毛が生えている部分の皮膚を切り取る手術療法である。腋の皮膚部分を大きく切り取るため、運動障害の後遺症が残る可能性がある。日本では保険適用である。
ミラドライ
皮膚を切開せずにマイクロウェーブ（電磁波）をワキの皮膚表面から照射し、水分に反応して熱を発生させ、汗腺を破壊する治療方法である。
ビューホット
剣山のような伸縮する無数の細い針を脇に刺し、そこから高周波を発射すると横方向に熱が広がり、直接アポクリン腺を破壊することができる治療方法である。

## 研究中の医療技術
2018年7月31日放送のザ!世界仰天ニュースで、腋臭症ではない人の脇の下にいるバクテリアを採取し、培養し腋臭症の人の脇の下に移植したところ、ほとんどの人に悪臭がなくなる効果があったと報じられた。

## 腋臭症の歴史
現代の日本社会では腋臭症を嫌う傾向がある。しかし、古代においては人間の腋臭は一種のフェロモンとして機能する体臭形質のひとつであり、異性を引き付けるためのものであったり、縄張りを主張するためのものとして機能していたと考えられてる。これは、ヒト以外の動物に多くみられる機能である。古代中国の美女、楊貴妃が「体から良い匂いを発していた」というのは腋臭だったのではないかという逸話がある。これは当時、腋臭を「臭くて、不潔なもの」ではなく「魅力的と感じられる体臭要素」と捉えていたと考えられる。

## 併発する恐れのある疾患
- 多汗症
- うつ病
- 自臭症

## 関連診療科目
- 皮膚科
- 形成外科
- 美容外科